# 何東夫人紀念堂
何東夫人紀念堂（英語：Lady Ho Tung Hall），於1951年創建，是香港大學十三間提供宿位的舍堂之一，亦是香港大學現存唯一的女生宿舍及四間傳統舍堂之一。舍堂位於香港島薄扶林道91A號，以Justitia Et Veritas（英文：Belief in both justice and truth）為格言，守護獸是獨角獸，代表顏色為黃色。

## 歷史
第二次世界大戰結束後不久，香港大學女生宿位短缺。何東爵士為了紀念他於1943年逝世的原配夫人麥秀英女士，捐贈了一百萬元予香港大學興建女子宿舍，並將之命名為何東夫人紀念堂。
何東夫人紀念堂於1951年3月16日落成，當時提供85個宿位。舍堂舊址樓高6層，其中4層是宿生房間，地下底層為洗衣房，而Penthouse及何東之巔則是全宿舍最高的地方。何東夫人紀念堂擁有全香港大學唯一的天然草地，而大部份的房間都可以俯瞰西環海傍。於50年代末進行擴建後，宿位數目增至104個。
至90年代晚，鑑於香港大學宿位不足，校方決定收回何東夫人紀念堂的地皮進行重建。何東夫人紀念堂在1998年1月24日正式關閉，直至2000年8月重建完成，與施德堂及何添堂組成“賽馬會第一舍堂村”。在過渡時期，何東夫人紀念堂暫時轉為非住宿舍堂，於方樹泉文娛中心有一個房間作為聚腳點。

## 住宿
宿舍樓高19層，共404個宿位，頂樓是洗衣房，中間的17層是宿生的房間，而一樓則是活動室，音樂室及宿生會辦事處等等。宿舍提供雙人房﹑單人房及傷殘人士專用的房間。宿舍旁的何添堂亦有餐廳。

## 何東三寶
1. Gong（銅鑼）–
在1951年第一屆何東夫人紀念堂宿生會就職典禮上，香港大學學生會贈予何東夫人紀念堂的禮物，以紀念其成立。
2. 小草地 – 
何東夫人紀念堂於1998年重建之前，堂友可在這片廣闊的小草地度過閒暇時間。
3. 7.5吋雅蘭床褥 – 
何東夫人紀念堂是香港大學唯一一間提供雅蘭床褥的舍堂。

## 其他熱話
2017年10月，網絡上突然流傳名為《入宿 cheer》短片，是為港大傳統的Dem cheers比賽，比賽在每年的本科生入學資訊日舉行。事件引起網民相繼討論及瘋傳。事後，亦有不少市民模彷。

## 著名舊宿生
- 陳方安生 - 前政務司司長
- 張綠萍 - 前政務官、香港消費者委員會的首任總幹事、前婦女事務委員會委員
- 范徐麗泰 - 前立法會主席
- 周梁淑怡 - 前立法會議員
- 吳靄儀 - 前立法會法律界功能組別議員[2]
- 楊紫芝 - 前香港大學副校長
- 陳惜姿 - 香港中文大學新聞與傳播學院高級講師[3]
- 鄺心怡 - 香港建築師學會首位女會長
- 張婉婷 - 《玻璃之城》、《秋天的童話》、《宋家皇朝》導演、《歲月神偷》監製
- 許鞍華 - 第二屆、第十五屆、第二十八屆、第三十一屆及第三十四屆香港電影金像獎最佳導演

## 相關文藝作品
- 電影《玻璃之城》是以何東夫人紀念堂及香港大學歷史最悠久的男生宿舍利瑪竇宿舍為背景及取景。
- 《91A 我是何東人》

## 公共交通
巴士
專線小巴

## 外部連結

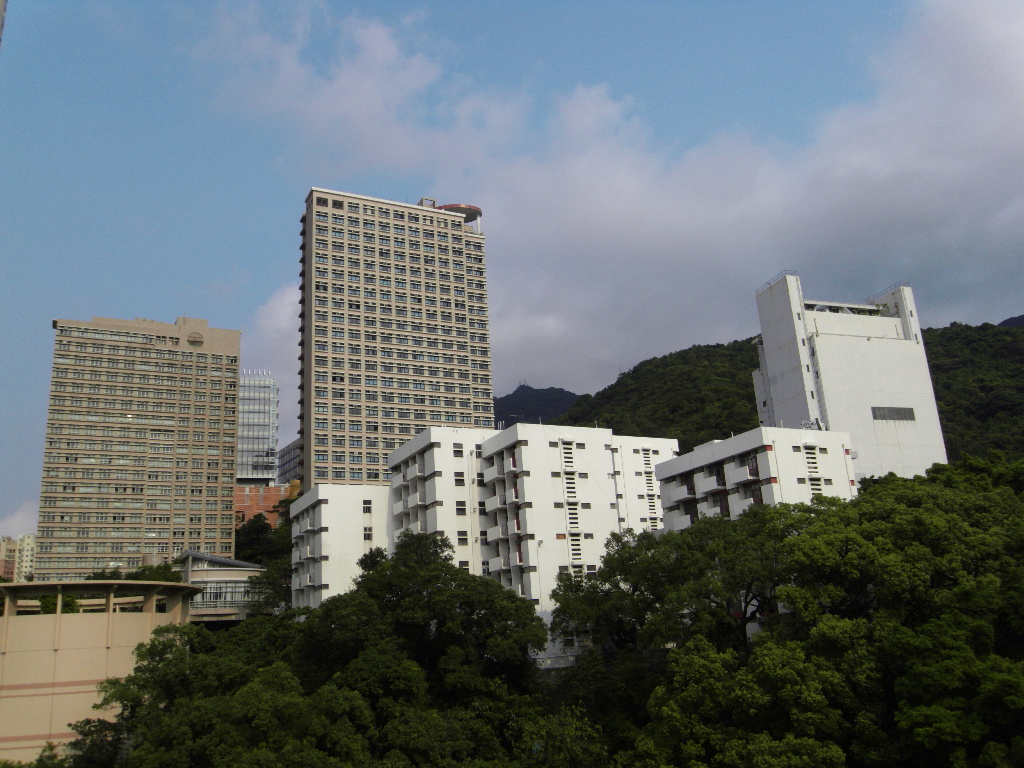
何東夫人紀念堂(左)，旁邊的是施德堂，前面的是利瑪竇宿舍

- Lady Ho Tung Hall Official Website（页面存档备份，存于）
- Lady Ho Tung Hall Facebook Page （页面存档备份，存于）
- Lady Ho Tung Hall Instagram （页面存档备份，存于）
- Lady Ho Tung Hall Graduates' Association Website （页面存档备份，存于）
- 中環出更：徐立之禁足港大女生宿舍（页面存档备份，存于）